# Crestet
Crestet település Franciaországban, Vaucluse megyében. Lakosainak száma 418 fő (2022. január 1.). Crestet Vaison-la-Romaine, Entrechaux, Gigondas, Malaucène, Saint-Marcellin-lès-Vaison és Séguret községekkel határos.

## Népesség
A település népességének változása:
| Lakosok száma | 412  | 408  | 425  | 412  | 414  | 416  | 425  | 422  | 418  |
|               | 2013 | 2015 | 2016 | 2017 | 2018 | 2019 | 2020 | 2021 | 2022 |